# Boleslaw Starzyński
 (août 2025).
Si vous disposez d'ouvrages ou d'articles de référence ou si vous connaissez des sites web de qualité traitant du thème abordé ici, merci de compléter l'article en donnant les références utiles à sa vérifiabilité et en les liant à la section « Notes et références ».
 (août 2025).
Boleslaw Starzyński (21 septembre 1834 à Stedrie en Podolie - 26 janvier 1917 à Paris 16e) est un aristocrate polonais, sculpteur, collectionneur et bibliophile.

## Le collectionneur et l'artiste
Il est le fils d’Edouard Starzyński (1807-1863), maréchal de la noblesse polonaise du district d’Olgopol en Podolie ancienne partie de la Pologne, puis Russie et aujourd'hui en Ukraine. Il a fait ses études à l'Institut de la noblesse de Varsovie, puis a étudié les Beaux-arts à Paris. Il a vécu en permanence dans sa ville natale de Zagintsi (Oblast de Khmelnytskyï), où il a rassemblé une riche collection d'œuvres d'art et de livres. C'est là qu'il a également installé un atelier de peinture. Outre la peinture de chevalet, il s'adonne à l'enluminure de manuscrits, à la sculpture, à la photographie et à la conception de pièces d'orfèvrerie. En 1872, il présente ses œuvres lors d'une exposition à Lviv. Il mène des recherches scientifiques sur l'armement de la chevalerie polonaise, les armoiries, la généalogie et la chasse. Il donnera un certain nombre d’œuvres d’art au Château du Wawel à Cracovie. Un des tableaux de sa collection est aujourd’hui au Musée du Louvre : le portrait du comte Christophe Urbanowski.
Vivant principalement en France il avait ouvert un atelier à Paris et à Nice où il se rendait régulièrement. Il habitait au château des Mathurins à Bièvres (Essonne). A sa mort il est inhumé au cimetière du Père-Lachaise.
Ses sculptures passent régulièrement aux enchères

## La bibliothèque
Une importante collection de livres se trouve à la Bibliothèque nationale Vernadsky d'Ukraine à  Kiev, dont l’histoire est liée à l’histoire et à la culture de la Pologne. La collection familiale des familles Urbanowski et Starzyński, appelée la bibliothèque Zahiniecki   d’après le lieu de sa collection et de son stockage d’origine – le village de Zahińce (au sud de Khmelnytskyï détruit en 1917 Selon diverses sources, au moment du transport de la Bibliothèque Zahiniecki à Kiev en 1917, elle se composait de 16 000 à 20 000 volumes. A l'origine se trouve les collections de Wincenty Potocki qui passe  aux frères Szczęsny et Bolesław Potocki. Par la suite, la bibliothèque et les collections numismatiques de W. Potocki ont été achetées par Krzysztof Urbanowski qui, à sa mort en 1830, les a transmises à son frère Antoni. À la mort d'A. Urbanowski en 1842, les collections sont devenues la propriété de son petit-neveu, Edouard Starzyński puis son fils Bolesław. C'est ce dernier qui ajouta aux livres un ex-libris  portant le blason traditionnel polonais  Doliwa Blason Doliwa (en)  entourées d'une bande avec les mots Biblioteka Zahiniecka.

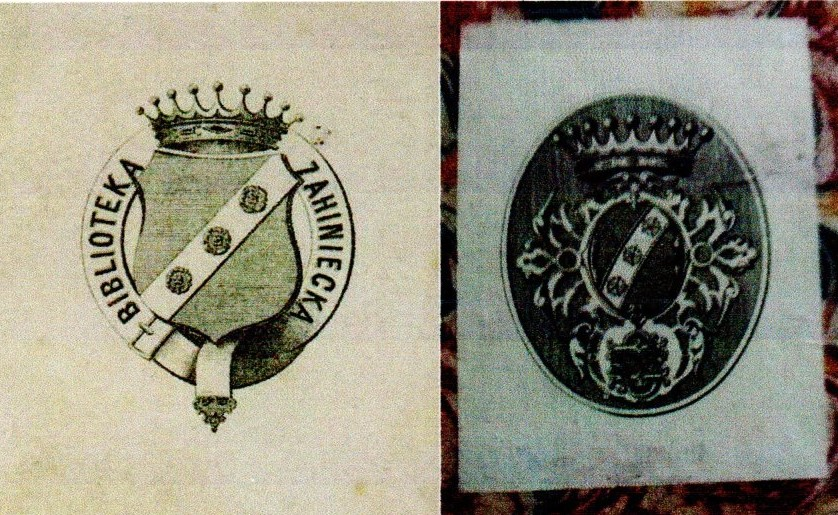
Ex-libris Starzyński Biblioteka Zahiniecka

Il habitait au château des Mathurins à Bièvres (Essonne).

## Armoiries
Blason : un écu violonné sommé d'une couronne comtale d'azur à la barre d'argent chargée de trois quintefeuilles (Doliwa)
Devise Avorum virtutes premium (en latin : Les vertus des ancêtres d’abord).